# 斯維特列 (科韋利區)
51°14′9″N 25°18′7″E / 51.23583°N 25.30194°E
斯維特列（烏克蘭語：Світле），是烏克蘭的村落，位於該國西部沃倫州，由科韋利區負責管轄，始建於1964年，面積0.03平方公里，海拔高度166米，2019年人口38，人口密度每平方公里3,888.89人。